# Hamataliwa labialis
Hamataliwa labialis là một loài nhện trong họ Oxyopidae.
Loài này thuộc chi Hamataliwa. Hamataliwa labialis được Da-xiang Song miêu tả năm 1991.